# مرگ فروشنده (فیلم ۱۹۵۱)
مرگ فروشنده (انگلیسی: Death of a Salesman) فیلمی  درام به کارگردانی لاسلو بندک مقتبس از نمایشنامه‌ای به همین نام نوشته آرتور میلر است که در سال ۱۹۵۱ منتشر شد.

## بازیگران
- فردریک مارچ
- میلدرد دانوک
- کوین مک‌کارتی
- کامرون میچل
- الیزابت فریزر
- جسی وایت
- بورلی آدلند

## جوایز و نامزدی‌ها

### جوایز
جایزه گلدن گلوب ۱۹۵۲
- بهترین فیلم‌برداری - سیاه و سفید
- جایزه گلدن گلوب بهترین کارگردانی - لازلو بندک
- جایزه گلدن گلوب بهترین بازیگر مرد فیلم درام - فردریک مارچ
- جایزه گلدن گلوب بهترین بازیکن مرد ستاره سال - کوین مک‌کارتی (هنرپیشه)

جشنواره فیلم ونیز ۱۹۵۲
- جام ولپی - فردریک مارچ

### نامزدها
جایزه اسکار ۱۹۵۲
- جایزه اسکار بهترین بازیگر نقش اول مرد - فردریک مارچ
- جایزه اسکار بهترین بازیگر نقش مکمل مرد - کوین مک‌کارتی
- جایزه اسکار بهترین بازیگر نقش مکمل زن - میلدرد دانوک
- جایزه اسکار بهترین فیلمبرداری - فرانتس پلانر
- جایزه اسکار بهترین موسیقی فیلم - آلکس نورث

 جایزه انجمن کارگردانان آمریکا ۱۹۵۲
- بهترین فیلم

جایزه بفتا
- جایزه بفتای بهترین فیلم غیرانگلیسی‌زبان
- بهترین بازیگر غیرانگلیسی‌زبان - فردریک مارچ